# Feledy Gyula
Feledy Gyula (Sajószentpéter, 1928. május 13. – Miskolc, 2010. július 3.) Kossuth-díjas grafikus, festő, érdemes és kiváló művész, a Széchenyi Irodalmi és Művészeti Akadémia Miskolci Területi Csoportjának tagja. Az 1950-es évek közepén jelentkező új grafikus nemzedék markáns képviselője. Budapesten és Krakkóban tanult, Miskolcon alkotott. Kezdeményezésére jött létre a Miskolci grafikai műhely és az Országos grafikai biennálék sorozata. Miskolc városa 1989-ben a Deák téren egy műemlék házat bocsátott rendelkezésére (Feledy-ház), ahol állandó kiállítását rendezték be.
Művészetének jellegzetessége a világos és a sötét, valamint a vonalas és a foltszerű hatások egy képen való együttes alkalmazása, szembeállítása – mind rajzain, mind sokszorosított grafikai lapjain. Gyakoriak a sorozatai, mert egyetlen alkotás sokszor kevés volt számára az adott téma kibontására. Jelentősek könyvillusztrációi, amiket a művészeti szakírók az illusztráló jellegen túl sokkal inkább képzőművészeti képzettársításoknak minősítenek. Grafikai munkásságán túl fontosak festményei, falfestményei is. Életműve összefüggő egész, nem lehet jellemző szakaszokra osztani, művészetének változása folytonos, szinte észrevehetetlen.

## Életútja

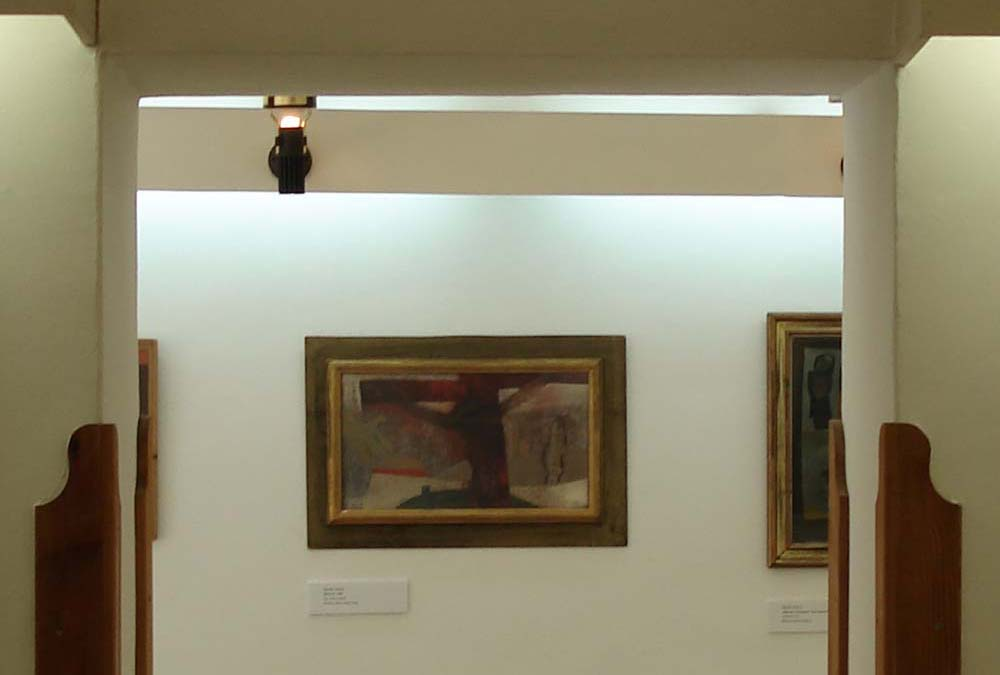
Kiállításrészlet, Feledy-ház, Miskolc, 2009

Apja Ajnácskán (Szlovákia) született, kőfaragó, majd bányász volt. Az első világháború után Sajószentpéteren telepedtek le, itt született Gyula. Apja korai halála után a két fiú (nagyobbik bátyja 18 évvel volt idősebb tőle, egyébként öten voltak testvérek) is a bányánál volt kénytelen munkát vállalni. Gyula sokat rajzolt otthon, bányászokat, házakat, a környezetét. A polgári iskolát Miskolcon végezte, további tanulmányaiban a háború akadályozta. 
Amikor 1946-ban meghallotta a rádióban, hogy a NÉKOSZ és a Derkovits Gyula Képzőművészeti Kollégium felvételt hirdet, beküldte három rajzát. Behívták, felvették. Ezzel párhuzamosan középiskolai tanulmányokat is végzett, a Barnabás Gimnáziumban érettségizett le – a bányász szakszervezettől kapott havi 100 pengő segítségével. A Kollégiumot Kmetty János és Beck András alapította, a tanárok Rabinovszky Máriusz, Kállai Ernő, Bortnyik Sándor, Medgyessy Ferenc voltak, de még Major Tamás is tartott nekik beszédgyakorlatokat. Rajk László is gyakran látogatta őket, mert Beck felesége volt a titkárnője. Tehetséges társaság jött össze ebben az iskolában, például Würtz Ádám és Mészáros Dezső. A Kollégiumot azonban néhány év után – összefüggésben a a Rajk-perrel – megszüntették, a tanárokat és a hallgatókat, így őt is, átirányították a Magyar Képzőművészeti Főiskolára.
A Főiskolán Szőnyi István osztályába került, de gyakran átjárt Pór Bertalanhoz is. 1948-ban végzett festő szakon, mesterei – összefoglalóan – Koffán Károly, Pór Bertalan, Kmetty János, Szőnyi István és Hincz Gyula voltak. Már a Főiskolán elhatározta, hogy tanulmányait külföldön, Párizsban vagy Rómában folytatja. A római Collegium Hungaricum pályázatát el is nyerte, de 1949-ben a politikai helyzet megváltozása miatt kiutazása már nem volt lehetséges. Így került egy állami ösztöndíj révén Krakkóba, a Képzőművészeti Akadémiára.
Lengyelországot mindig is második hazájának tekintette, felesége, Szabina is lengyel, első lánya, Ágnes is ott (kisebbik lánya, Zsuzsanna már Miskolcon) született. Krakkóban Taranczewski és Fedkowycz festő osztályában tanult, majd Andrzej Jurkiewicz és Konrad Srzedniczki mellett megismerkedett a sokszorosító grafikával. Lengyelországban 1953-ban végzett. A grafika lehetőségei annyira megfogták, hogy a grafika, a rajz, a rézkarc, a litográfia egész életművében meghatározó maradt. A hazai kiállításokon még Krakkóból részt vett: 1951-ben a II. Képzőművészeti Kiállításon Ady- és Majakovszkij-illusztrációkkal, majd 1952-ben a Tavaszi Tárlaton bemutatta azokat a sport témájú litográfiákat, amelyekkel a helsinki szellemi olimpián nyert díjat. Az 1952-es III. Képzőművészeti Kiállításon mutatta be Mama című munkáját, amelyben nehéz nem észrevenni József Attila hatását.
Hazatérése után a főiskolára hívták tanítani, főleg a litográfia oktatására. Nem érezte jól magát a fővárosban, ezért 1955-ben Miskolcra költözött, ahol Kondor Bélával – aki tanítványa is volt –, Csohány Kálmánnal, Lenkey Zoltánnal, Kass Jánossal, Reich Károllyal és másokkal megalakította a Miskolci Grafikai Műhelyt. Miskolcon már a háború előtt is működött művésztelep, a grafikai műhely ezt a hagyományt folytatva, annak épületében munkálkodott. Noha az országban egyre erősebb volt a művészetben is a voluntarizmus hatása, a város szabadabb légkört biztosított a művészek tevékenységéhez, hozzájárulva ahhoz, hogy a magyar grafika gyors fejlődésnek induljon, és rövidesen nemzetközi szintre emelkedjen.

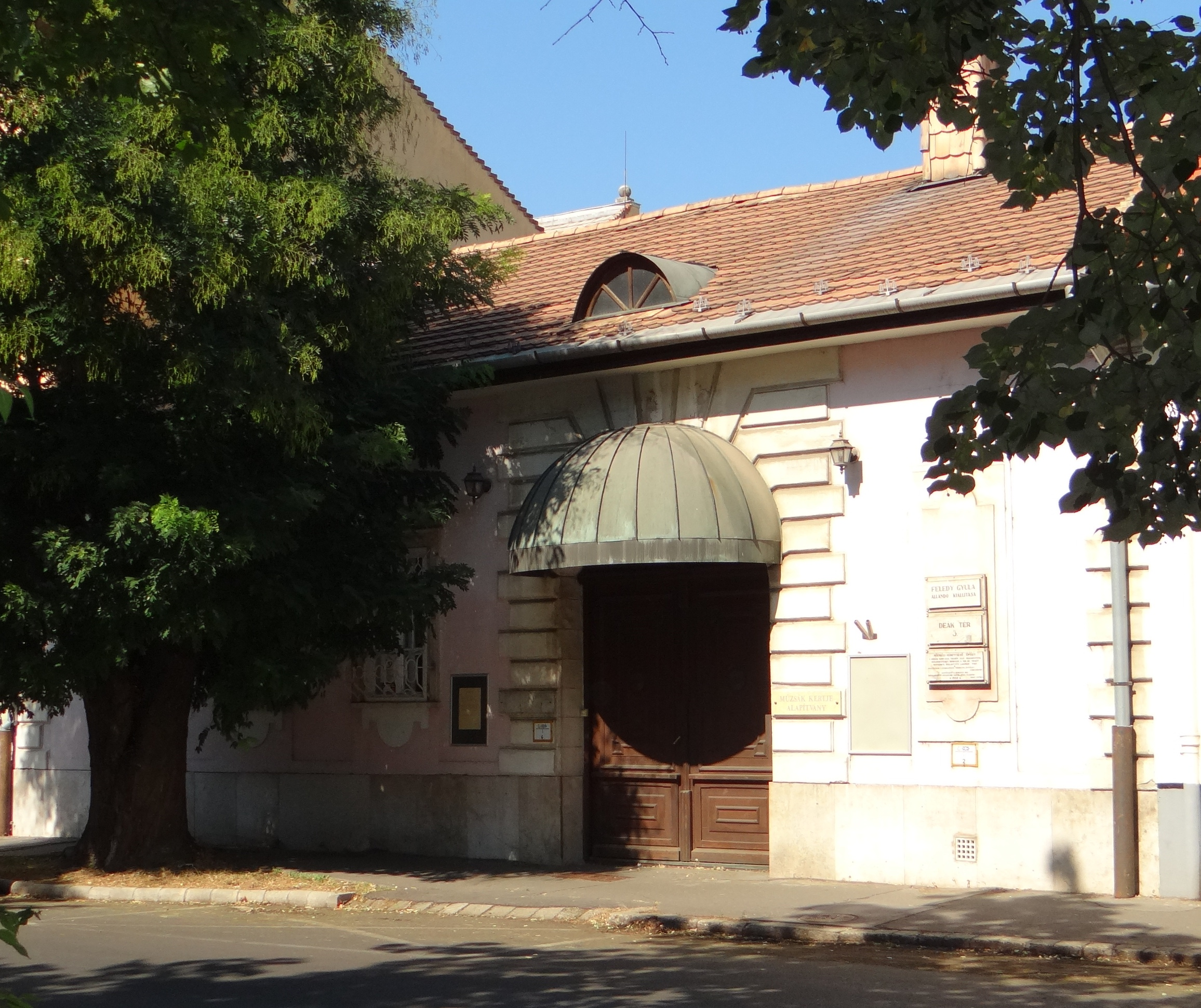
A Feledy-ház Miskolcon, a Deák téren

Feledy Gyula 1955-ben megkapta a frissen létrehozott Derkovits-ösztöndíjat, 1958-ban pedig beválasztották a Magyar Képzőművészek és Iparművészek Szövetsége elnökségébe. Kezdeményezésére megvalósult – először Budapesten kívül – az Országos Képzőművészeti Kiállítás, és ebből nőtt ki az Országos grafikai biennálék (legutóbb triennálévá módosult) sorozata. Az első biennálé 1961-ben volt, s mivel a városnak nem volt megfelelő kiállítóhelye, a Miskolci Nemzeti Színház társalgóiban rendezték meg. Az 1965-ös, III. Országos grafikai biennálé nagydíját Feledy Gyula kapta. 2000-ben – Feledy, Bodonyi Csaba építész, Dobrik István művészettörténész, Kabdebó Lóránt irodalomtörténész, Petneki Áron művelődéstörténész és Selmeczi György zeneszerző – megalapította a Széchenyi Irodalmi és Művészeti Akadémia miskolci területi csoportját, amelynek a vezetőjévé is megválasztották.
1989-ben Miskolc egy, a belváros hangulatos részén található épületet bocsátott Feledy Gyula rendelkezésére (Deák tér 3.). A barokk jellegű műemléket a 19. század végén alakították át a görög kereskedőkompánia telkén álló magtárból lakóházzá, és ebben rendezték be a művész állandó kiállítását. Az épület a Miskolci Galéria kezelésében van, és Feledy-ház néven ismert. A Feledy-ház azóta a város művészeti közéletének egyik központjává vált, ahol kiállításokat rendeznek más, többnyire helyi művészek alkotásaiból, és itt tartják a Művészeti szabadegyetem és az Irodalmi fonók című sorozat előadásait, beszélgetéseit is. Különlegesség a ház kertjében létrehozott Múzsák kertje, amit a Széchenyi Irodalmi és Művészeti Akadémia Miskolci Területi Csoportja, a lillafüredi István nádor borlovagrend és a Miskolci Galéria alapított azon művészek tiszteletére, akik jelentős mértékben gazdagították Miskolc szellemi és tárgyi örökségét.
Feledy Gyula művei számos közgyűjteményben megtalálhatók: Fővárosi Képtár, miskolci Herman Ottó Múzeum, Magyar Nemzeti Galéria, Miskolci Galéria, békéscsabai Munkácsy Mihály Múzeum, Petőfi Irodalmi Múzeum.

## Művészete

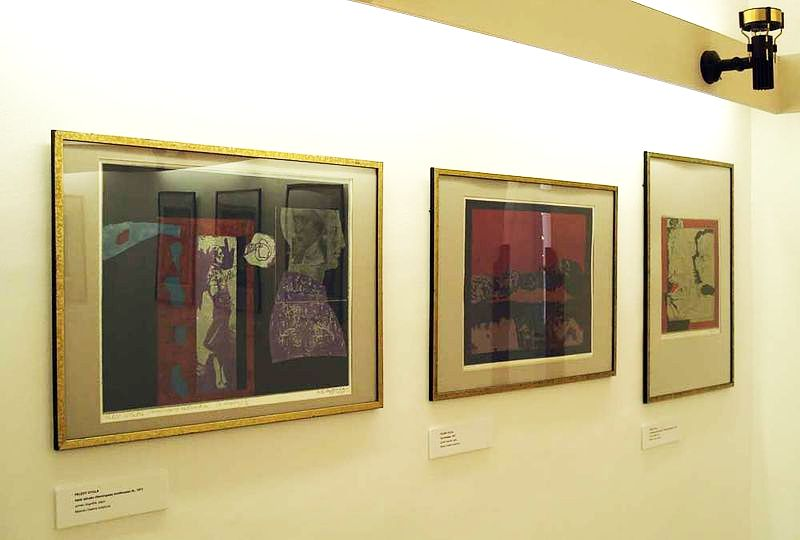
Kiállításrészlet, Feledy-ház, Miskolc, 2009

„Értékteremtő, intenzív alkotó munka, közel századnyi idő a tájhazához való ragaszkodásban, de mindig európai léptéket követve: ez Feledy Gyula élete, életműve. … A magyar rajzművészet iskolateremtő mestere, Szalay Lajos és a különleges elhivatottságú Kondor Béla mellett Feledy Gyula is részese a 20. századi magyar grafika megújulásának” – írja Dobrik István a Feledy-könyv bevezetőjében. Feledy Gyula művészetének alakulását több tényező határozta meg. Egyrészt kitörölhetetlenül ott van emlékezetében a bányászok közelsége révén szerzett élményanyag, másrészt az irodalmi alkotások hatása. Maga nyilatkozta: „A munkásságomban jelentős irodalmias befolyás is érvényesül,… Engem egyszerűen az a mondandó inspirált, ami művészetfilozófiailag mondjuk elsőbbrendűen az irodalom sajátja, de úgy gondolom, hogy lehetőséget tartogat a képzőművész számára is…”.
Életművéből lehetetlen egy-egy művet kiemelni, mert ez az életmű összefüggő egész, tömör és egységes, jellemző időszakokra sem igen lehet osztani. Ez természetesen nem azt jelenti, hogy stílusa, szemlélete nem változott volna az évek során, sokkal inkább jelenti azt, hogy a változás folytonos, szinte észrevehetetlen, öntörvényű. A következő kiemelések azért talán jellemezhetik Feledy Gyula művészetét.
Grafikai munkásságának egyik első bemutatott alkotása a még Krakkóban készült kisméretű kőrajz, a Mama (1952). Kevesen lehetnek, akinek a kép láttán nem József Attila verse jutna eszébe. Pedig szinte biztos, hogy a mű nem illusztrációs szándékkal készült, sokkal inkább a személyes emlékezés és szeretet ihlette: az egész életet végigdolgozó, fáradtságában, megtörtségében is gyönyörű munkásanya ábrázolása. Az 1956 augusztusában megrendezett II. Miskolci Országos Képzőművészeti kiállításon bányász témával mutatkozott be: a sajószentpéteri bányászokról készített triptichonnal. Ez a téma végigkísérte pályáját, és talán innen származik művészetének egyik sajátja: a világos és a sötét, a vonalas és a foltszerű hatások egy képen szimultán alkalmazása, drámai hatású szembeállítása. Sötét alaptónusú művein világít a fehér, mint egy bánya mélyén pislákoló lámpa. Ezt a kettős ellenpárt (vonal–folt, sötét–világos) vehetjük észre az 1960-as Albert Schweitzerről készített rézkarcán is. Az 1963-ban készült Két fríz (Bányászok) című művét a II. Grafikai biennálén mutatta be. A felső, vonalas stílusú sáv a bányászok föld feletti, az alsó, foltszerű megoldás pedig a föld mélyén végzett munkájáról szól. Fontos vonulata az életműnek az irodalmi ihletésű művek sora. Ezek között találni könyvillusztrációkat és önálló alkotásokat. Illusztrációs céllal készültek az Ady Endre: Harc a nagyúrral, Babits Mihály: Húsvét előtt és József Attila: Reménytelenül és Mama című verseihez készült képek. Feledy ilyen témájú alkotásai azonban mégsem „csupán” illusztrációk, sokkal inkább parafrázisoknak, képzőművészeti képzettársításoknak minősíthetők. Megemlítendő Madách Imre Ember tragédiájához készült négy lapja, az Énekek énekéhez készült nyolc kép, vagy a Babits Mihály versei (Balázsolás, Jónás könyve, Danaidák) nyomán készült öt munka (mind színes rézkarc).
Itt kell szólni Feledy művészetének két újabb sajátságáról: egy-egy téma kapcsán sorozatokat készített, egyetlen alkotás sokszor kevés volt számára a téma kibontására. A másik az, hogy adott témákhoz időnként vissza-visszatért, újra feldolgozta. Művészete fejlődésének törvényszerű folytatásaként jutott el az absztrakció olyan fokához, amely az 1966-os Variáció- és az 1969-es Nocturne-sorozatán figyelhető meg. Ez a vonulat bontakozik ki a későbbi, 1977-es Táj vörösben című színes litográfiáján is.
A grafikán kívül kihagyhatatlan Feledy festői tevékenysége is. Pedig időről időre ecsetet ragadott, ezzel fejezte ki újabb, vagy másfajta megjelenítést kívánó mondanivalóját. Így született 1971-ben A meggyötört című képe (33,5×25,5 cm), egy megrendítő Krisztus-ábrázolás, vagy a Westerplatte nagyméretű (130×170 cm) képe, amivel a lengyel hősi ellenállásnak állít emléket, és aminek korábban készült színes rézkarcváltozata is. Újabb bányász témájú grafikai sorozata volt a Karancslejtős-sorozat 1973-ból, amellyel a bányászok tragikus végű ellenállására emlékezett (a karancsaljai bányászokat a fasiszta vezetés lövészárokásásra vezényelte, amit ők megtagadtak). Falfestményeket is készített: a sajószentpéteri (1970-es évek eleje), a sajópetri és az alsózsolcai római katolikus templomot, vagy a miskolci Rákóczi-házban található Miskolci Galéria Dőry-pincéjét (2002) díszítette ecsetjével. Feledy díszleteket is készített a Miskolci Nemzeti Színház számára, például Gosztonyi János Dániel és a krokodilok, vagy Aldo Nicolai Festett pillangók című darabjaihoz.

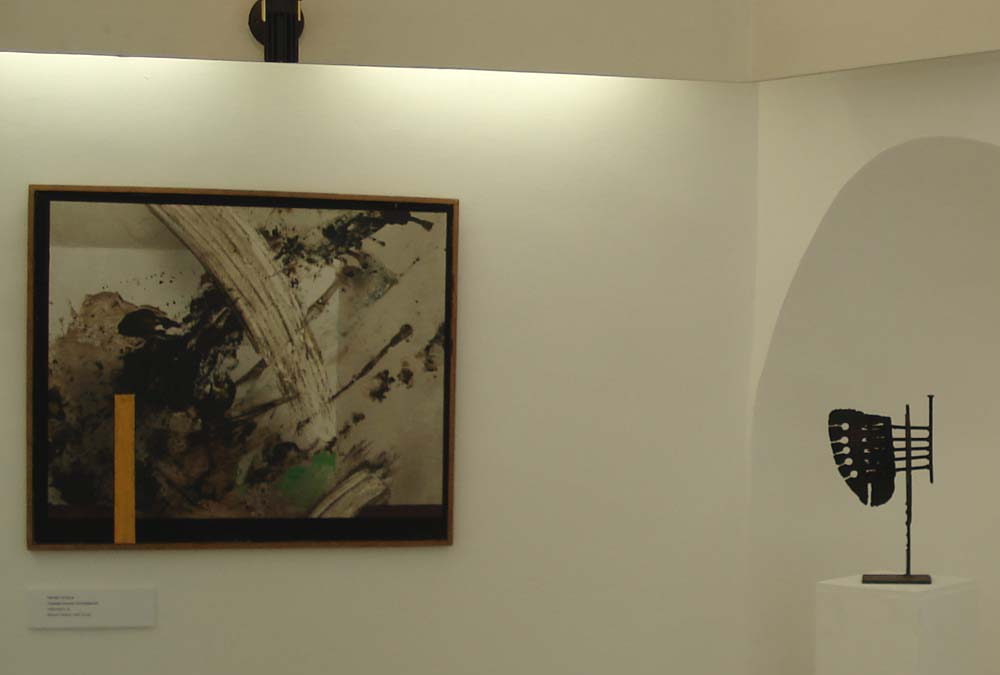
Kiállításrészlet, Feledy-ház, Miskolc, 2009

Többször visszatért Bartók Béla zenéjéhez, számos munkájában mutatta meg, milyen emóciókat váltott ki belőle Bartók muzsikája. Ugyanilyen sokszorosan visszatérő témája József Attila is. Változatok József Attila verssoraira című sorozatához a következő gondolatokat fűzte 1993-ban: „Verssorok – szavak bűvöletében fogantak ezek a rajzok… Egy olvasó – a rajzoló – feljegyzései a költészet varázslatos tartományából. Bevallottan önkényes kép asszociációk a szavak, gyakran jelentéstartalmuktól is független, visszazsongó zenéjére.” Ugyanennek a sorozatnak a kapcsán Dobrik István 2004-ben általános érvényű, a művész életművét méltató kijelentéseket tett: „Feledy Gyula életművének sokszínűségét is a humánum ereje fogja át. Az emberért emberben gondolkozó alkotó humanizmusa. Vállalja a művészet erkölcsi küldetését, megtisztító, jobbító erejét. A tapasztalatból merítkező tudás és az ismeretlenben rejtőzködő titkok között keres perlekedő hittel értelmezhető, feloldást hozó harmóniát.”
Végül következzék Feledy Gyula ars poeticája, amelyben saját szavaival összegzi művészeti elképzeléseit:
„Eszmények foglalkoztatnak elsősorban, nem stíluseszmények. Az alkotás hagyományos, vagy újkeletű, kötelezően divatos, vagy éppen kárhoztatott műhelymódszerei helyett az előbbire fordítok tehát jóval több figyelmet. Ez határozza meg viszonyomat a művészethez, műhöz. Elfogulatlanul fogadok minden stiláris magatartást, ezért idegenkedem minden megrögzöttségtől. A természetelvűségükkel mellüket döngető naturalistákat éppúgy kerülöm, mint a konok absztraktokat. A görcsös szorgalommal akart és védett stílusjegyek számomra értéktelenek. Mondandóimra figyelve nyúlok a megvalósítás eszközeiért, így megtörtént, hogy az osztályozó stílustörténész szabálytalan anyagot, műfajt talál a kezemben. Azonban az iskolás rend vagy akár a pályaív mutatósabb stílusegységének kedvéért élményeim parancsát nem tudom átlépni. Vászon, papírlap, kő vagy fémlemez előtt állva, engem nem az a kérdés izgat tehát, mindenkitől megkülönböztető hangomat találom-e meg a művészetben, hanem, hogy formázva, alakítva ezeket az anyagokat sikerül-e nekem is korszerűen értelmes feladatot teljesítenem a dolgozók társadalmában?”

## Egyéni kiállításai
- 1952 – Krakkó, Lengyelország
- 1965 – Dürer Terem, Budapest
- 1966 – XXXIII. velencei biennálé, Olaszország
- 1966 – Collegium Hungaricum, Bécs, Ausztria
- 1966 – Magyar Intézet, Prága, Csehszlovákia
- 1967 – Magyar Akadémia, Róma, Olaszország
- 1971 – G. B.W.A., Katowice, Lengyelország
- 1973 – G. 10 Squardo, Torino, Olaszország
- 1974 – Tampere, Finnország
- 1974 – József Attila Könyvtár, Miskolc
- 1974 – Helikon Galéria, Budapest
- 1975 – Megyei Művelődési Központ, Salgótarján
- 1976 – Mini Galéria, Miskolc
- 1979 – Műcsarnok, Budapest
- 1980 – Magyar Intézet, Berlin, NDK
- 1980 – Városi Kiállítóterem, Kazincbarcika
- 1980 – Csók Galéria, Budapest
- 1980 – Mini Galéria, Miskolc
- 1985 – Vigadó Galéria, Budapest
- 1988-tól állandó kiállítás: Feledy-ház – Miskolci Galéria
- 2004 – Városi Kiállítóterem, Kazincbarcika
- 2005 – Városi Könyvtár, Miskolc
- 2018 – Jubileumi emlékkiállítás, Feledy-ház, Miskolc

## Válogatott csoportos kiállításai
- 1951-től – állandó résztvevője az országos tárlatoknak, a magyar grafika hazai és külföldi bemutatóinak
- 1953 – Oslo, Norvégia
- 1960 – Luganói Nemzetközi Grafikai Biennálé, Lugano, Svájc
- 1960 – 30. Velencei Képzőművészeti Biennálé, Velence, Olaszország
- 1961 – 2. Párizsi Biennálé, Párizs, Franciaország
- 1963 – VII. São Paulói Nemzetközi Grafikai Biennálé, São Paulo, Brazília
- 1965 – Ljubljanai Nemzetközi Grafikai Biennálé, Ljubljana, Jugoszlávia
- 1966 – Krakkói Nemzetközi Grafikai Biennálé, Krakkó, Lengyelország
- 1966 – 33. Velencei Képzőművészeti Biennálé, Velence, Olaszország
- 1966 – Tokió, Japán
- 1967 – IX. São Paulói Nemzetközi Grafikai Biennálé, São Paulo, Brazília
- 1980 – 39. Velencei Képzőművészeti Biennálé, Velence, Olaszország
- 2009 – „Die »Schwarze Kunst« is Ungarn”, Schlossmuseum, Aschaffenburg, Németország (+Szalay Lajos és Kondor Béla)

## Elismerései
- 1952 – Szellemi olimpia díja, Helsinki
- 1955 – 1958 – Derkovits-ösztöndíj
- 1960, 1966 – Munkácsy-díj
- 1965 – III. Országos grafikai biennálé, Miskolc nagydíja
- 1975 – Érdemes művész
- 1976 – SZOT-díj
- 1978 – Kossuth-díj
- 1980 – A Művészeti Alap nagydíja
- 1984 – Miskolc város díszpolgára
- 1989 – Kiváló művész
- 1994 – A Magyar Köztársasági Érdemrend középkeresztje
- 1999 – Borsod-Abaúj-Zemplén megye alkotói díja
- 2000 – Sajószentpéter város díszpolgára